# Marc Hudson
Marc Hudson, né le 11 février 1987 à Oxford, en Angleterre, est le chanteur du groupe britannique de power metal DragonForce.

## Biographie
Marc Hudson commença sa carrière de chanteur à seize ans . Il avait envisagé auparavant l'apprentissage de la guitare, mais l'envie de chanter lui fit arrêter la guitare, pour se concentrer sur ce qu'il aimait le plus. Il joua dans quelques petits groupes de rock et de metal dès 2003, mais sa véritable carrière commença en 2011, lorsqu'il entra dans le groupe de power metal DragonForce en remplaçant le chanteur précédent, ZP Theart, qui avait annoncé son départ un an plus tôt. 

## Discographie

### DragonForce
- The Power Within (2012)
- Maximum Overload (2014)
- Reaching into Infinity (2017)
- Extreme Power Metal (2019)
- Warp Speed Warriors (2024)

### Marc Hudson
- Astralive (Single) (2023)
- The Siren (Single) (2023)
- Starbound Stories (Single) (2023)
- Starbound Stories (2023)

### Collaborations
- Karmaflow - The Original Soundtrack - (2015) (chant sur la piste 3)
- Karmaflow - Special Edition Tracks - (2016) (chant sur les pistes 1, 2 et 6)
- Prospekt - The Illuminated Sky - (2017) (chant sur la piste 10)
- Gyze - The Rising Dragon (EP) - (2018) (chant sur la piste 3)
- Gyze - Asian Chaos - (2019) (chant sur la piste 8)
- Gyze - Samurai Metal (Single) - (2021) (chœurs)

## Influences musicales
- Michael Kiske
- Bruce Dickinson
- Sebastian Bach